# Beniamino Cavicchioni
Beniamino Kardinal Cavicchioni (* 27. Dezember 1836 in Vejano; † 17. April 1911 in Rom) war Diplomat des Heiligen Stuhls und Kurienkardinal.

## Leben
Er studierte an der Universität La Sapienza, wo er den Doktortitel Doktor beider Rechte erlangte. Nach seiner Priesterweihe am 18. Dezember 1859 war er Professor für Literatur in Vetralla, von diesem Posten trat er zurück, um weitere Studien in Rom zu machen. Er trat in das „Arbeitszimmer“ der Konzilskongregation als Offizier 1872 ein. 1875 wurde er Minutant der Congregatio de Propaganda Fide, zuständig für die Vereinigten Staaten. Der Hausprälat war seit 1883 als Ehebandverteidiger in der Konzilskongregation tätig.
Der Papst ernannte ihn am 21. März 1884 zum Apostolischen Delegaten in Ecuador, Peru und Bolivien sowie zum Titularerzbischof von Amida. Die Bischofsweihe spendete ihm der Kardinalpräfekt der Apostolischen Signatur, Lorenzo Baldisseri, am 27. April desselben Jahres in der Kirche Santa Maria Assunta auf dem Gelände des Päpstlichen Nordamerika-Kollegs; Mitkonsekratoren waren Mario Mocenni, Substitut des Staatssekretariates, und Domenico Maria Jacobini, Sekretär der Congregatio de Propaganda Fide. Am 4. Juli 1885 wurde er Kanoniker der Lateranbasilika und erhielt am 11. Januar 1894 das Titularerzbistum Nazianzus. Er war Prosekretär der Konzilskongregation seit dem 22. Oktober 1895 und stieg am 11. Januar 1900 zum Sekretär der Konzilskongregation auf.
Papst Leo XIII. nahm ihn am 22. Juni 1903 als Kardinalpriester in das Kardinalskollegium auf und er erhielt am 25. Juni des gleichen Jahres die Titelkirche Santa Maria in Ara Coeli. Er nahm am Konklave 1903, das Papst Pius X. wählte, teil. Am 11. März 1910 wurde er zum Kardinalpräfekt der Studienkongregation ernannt.
Er starb 1911 und wurde auf dem Friedhof Campo Verano beigesetzt.